# Giovanni Raffaèle
Giovanni Raffaèle (Naso, 24 juni 1804 – Palermo, 5 oktober 1882) was een Italiaans medicus en politicus. 
Hij ijverde binnen het koninkrijk der Beide Siciliën bestuurd door het Huis Bourbon, voor onafhankelijkheid voor Sicilië. Later ijverde hij voor de eenmaking van Italië. Hij was volksvertegenwoordiger (1864-1865) en senator voor het leven in het eengemaakte koninkrijk Italië onder het Huis Savoye, alsook burgemeester van Palermo (1878-1880). Raffaèle was een actieve Siciliaans regionalist binnen Italië.

## Levensloop

### Koninkrijk der Beide Siciliën
Raffaèle werd geboren in Naso nabij Messina op het eiland Sicilië. Hij was een zoon van Gaetano Raffaèle en Rosaria Ioppolo. Nadat hij afgestudeerd was als medicus aan de universiteit van Palermo, bekwaamde hij zich in de verloskunde. Van 1828 tot 1847 had Raffaèle een medische praktijk in Napels, hoofdstad van de Beide Siciliën.
In 1830 was Raffaèle al actief in revolutionaire kringen. Toen de cholera uitbrak in 1837 in steden in Sicilië, braken er ook rellen uit in Oost-Sicilië. De protesten waren gericht tegen het heersende Huis Bourbon in de Beide Siciliën. Vanuit Napels sloot Raffaèle zich aan bij deze samenzweringen tegen het Huis Bourbon. In de jaren 1840 kreeg de ondergrondse rebellie vaste vorm. Raffaèle schreef in de clandestiene pers vlammende artikelen tegen het Huis Bourbon en pleitte voor een autonomie van Sicilië. Elk protest tegen het Huis Bourbon werd neergeslagen. In 1847 leidde Luigi Settembrini een opstand, waarbij Raffaèle een ondersteunend pamflet schreef. De repressie was zo zwaar dat Raffaèle uit de Beide Siciliën vluchtte. Via Tunis kwam hij aan in Marseille, waar andere ballingen, liberalen en revolutionairen uit Sicilië leefden. Raffaèle publiceerde in Frankrijk artikels in de Nouvelliste de Marseille waarin hij de tirannie van het Huis Bourbon aankloeg.
In het Revolutiejaar 1848 riep Sicilië de onafhankelijkheid uit. Raffaèle reisde naar Palermo. Hij werkte voor de revolutionaire regering (1848-1849) en was kort wethouder van Palermo (1849) en mogelijks in zijn geboortedorp Naso (1849).
Nadat koning Ferdinand II de revolutionaire regering in Palermo bloedig had neergeslagen (1849), moest Raffaèle niet in ballingschap gaan. Raffaèle bleef politiek actief en kloeg de folteringen van het Huis Bourbon aan in Engelse kranten (jaren 1850). Hierdoor droeg Raffaèle bij tot de kennis in Europa over de repressie die bestond in de Beide Siciliën. Als medicus beschreef hij de marteling met La cuffia del silenzio, een soort verstikkingskap.

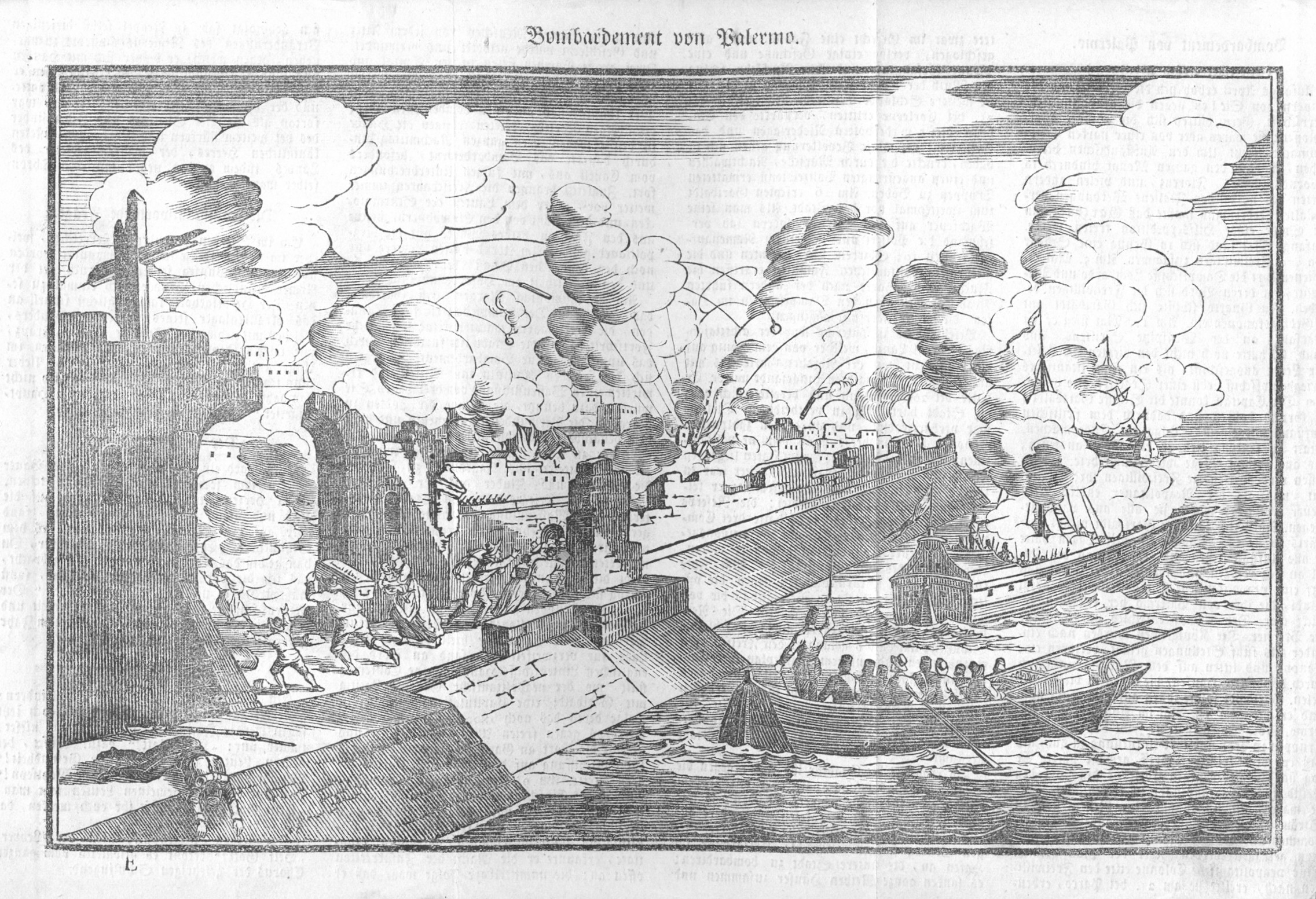
Strijd om Palermo (1860): het einde van de Beide Siciliën op Sicilië

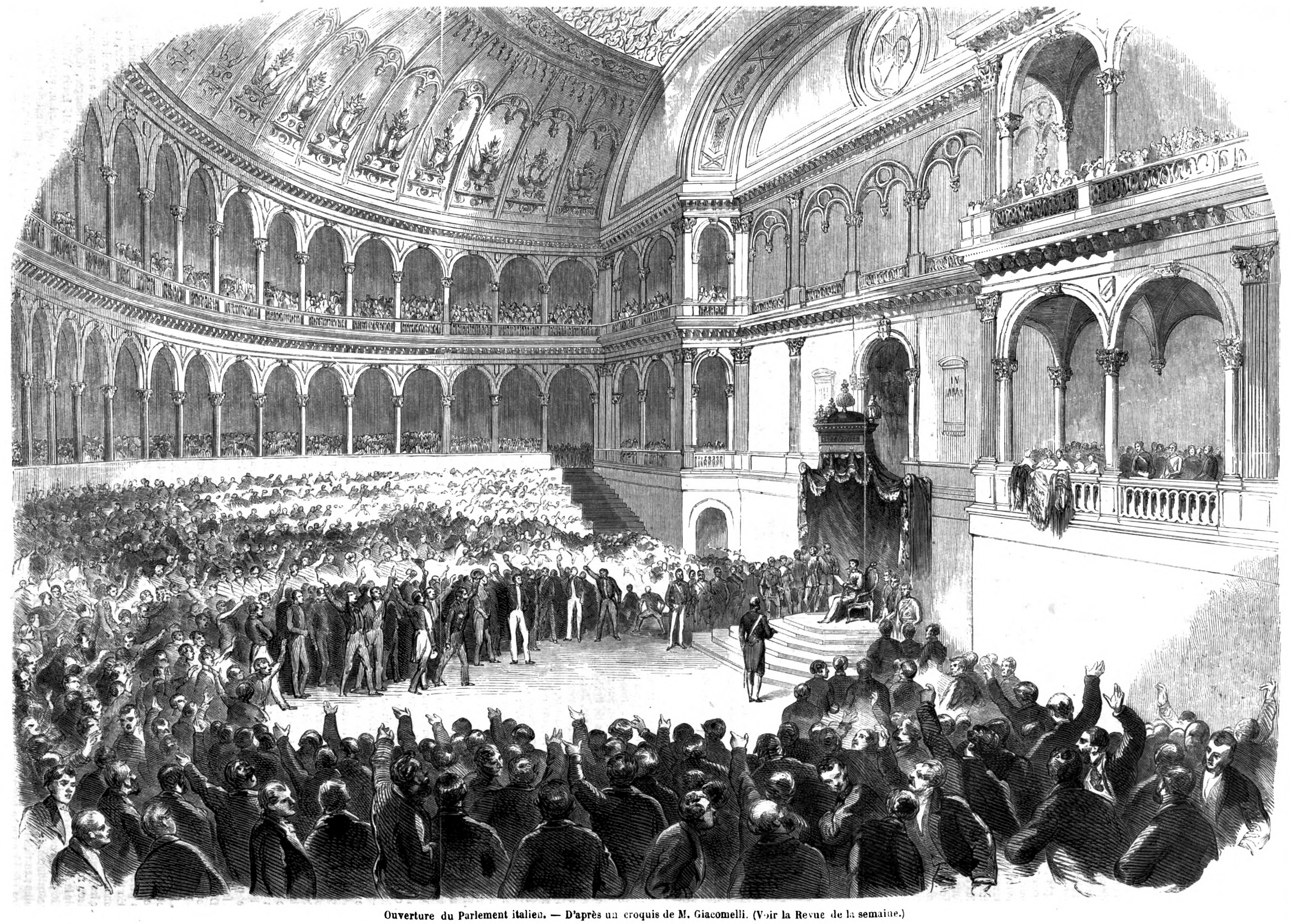
Opening van het eerste Italiaans parlement in Turijn (1861)

Door zijn politieke contacten evolueerde Raffaèle naar een uitroeping van de eenmaking van Italië. In 1860 veroverden Giuseppe Garibaldi en zijn duizend Roodhemden Palermo. Het koninkrijk der Beide Siciliën kwam ten val in Sicilië na zware gevechten (1860).

### Koninkrijk Italië
Het revolutionair comité onder Garibaldi’s leiding in Palermo benoemde Raffaèle tot minister van Siciliaanse openbare werken (juni 1860-juli 1860). Het was de periode van confiscaties, grondherverdeling en verplichte militaire dienst in dienst van het Huis Savoye. De Italiaanse regering in Turijn zette Raffaèle opzij omdat hij te veel een regionalistische koers voer. Meer nog, de gendarmerie van Piëmont-Sardinië pakte Raffaèle op en bracht hem naar Genua. Op voorspraak van politieke vrienden kwam hij vrij en keerde terug naar Sicilië.
Raffaèle bleef daar politiek actief. Hij sloot zich aan bij de oppositie in Palermo: dit was een verzameling van intellectuelen, vrije beroepen en aristocraten die de Siciliaanse autonomie als gemeenschappelijk doel hadden.
In oktober 1862 vond een golf van moordaanslagen plaats op elf onschuldige burgers. De overheid schoof het geweld in de schoenen van de regionalistische oppositie. Raffaèle en anderen werden gearresteerd op beschuldiging van samenzwering tegen het Huis Savoye. Raffaèle werd echter vrijgesproken. De jonge politiecommissaris van Palermo, Giovanni Bolis, bleek de samenzwering verzonnen te hebben. Na zijn vrijlating keerde Raffaèle terug naar een medische praktijk (1862). 
Het was dan ook enigszins een verrassing dat hij in de bijkomende verkiezingen van 1864 (legislatuur 1861-1865) verkozen werd tot de Camera dei Deputati in Turijn. Ook in de provincieraad van Palermo zetelde hij. Achteraf benoemde koning Victor Emanuel II hem tot senator voor het leven (1876). Dit had te maken met de winst van de regionale partij van Sicilië op landelijk niveau.
In 1878 culmineerde dit in de benoeming tot senator-burgemeester van Palermo. Burgemeester Raffaèle hield zich bezig met de voedselschaarste te lenigen, medische zorgen thuis te organiseren en luxe-uitgaven van het stadsbestuur af te schaffen.
In 1880 leden de regionalisten verlies bij de verkiezing. Raffaèle stapte op als burgemeester.
Raffaèle stierf in Palermo twee jaar later (1882). Hij was ongehuwd.

## Werken
Raffaèle publiceerde de volgende werken:
- Trattato del colera asiatico (Napels, 1837): een medisch werk over cholera
- Dei parti naturali e dell’igiene loro conveniente (Napels, 1841); Parti artificiali (Napels, 1843): een verloskundige studie in twee delen, een over de natuurlijke bevalling en een over kunstgrepen tijdens de bevalling.
- Persartikels in het tijdschrift Nouvelliste de Marseille (Marseille, jaren 1840)
- Persartikels in de Morning Post in Londen en enkele andere kranten in Engeland (Londen, jaren 1850)
- Rivelazioni storiche della rivoluzione dal 1848 al 1860 (Palermo, 1883). In dit werk behandelde hij de naïviteit van de Sicilianen die meenden dat andere Italiaanse staten met Sicilië zouden sympathiseren. Ook hadden de revolutionairen te veel hun hoop gesteld op Engelse en Franse steun.